# Lingua xiang
La lingua xiāng (cinese tradizionale: 湘語; cinese semplificato 湘语 - Xiangyu), anche conosciuta come sionglish, hunanese, o hsiang, è una lingua cinese parlata in Cina.
Al 2022, è parlato da 37,4 milioni di parlanti totali.

## Distribuzione geografica
Lo xiang è parlato nella provincia del Hunan, ma anche in altre come il Guangxi ed il Guizhou. Gran parte dei suoi parlanti sono nativi.
Mao Zedong, originario di Xiangtan, parlava lo xiāng.

## Dialetti e lingue derivate
Secondo Bao & Chen (2005), sono stati identificati tre principali gruppi dialettali:
- sottogruppo Chángyì (長益片) che include 32 città e contee:
  - Chángshā (città) (長沙市), Chángshā (長沙), Xiāngtán (città) (湘潭市), Xiāngtán (湘潭), Zhūzhōu (città) (株州市), Zhūzhōu (株州), Píngjiāng (平江), Liúyáng (瀏陽), Níngxiāng (寧鄉), Wàngchéng (望城), Xiāngyīn (湘陰), Yìyáng (città) (益陽市), Yìyáng (益陽), Táojiāng (桃江), Yuánjiāng (沅江), Mìluó (汨羅), Yuèyáng (città) (岳陽市), Yuèyáng (岳陽), Nánxiàn (南縣), Ānxiāng (安鄉), Ānhuà (安化), Héngyáng (衡陽市), Héngyángyáng (衡陽陽), Héngnán (衡南), Héngdōng (衡東), Héngshān (衡山), Shàodōng (邵東), Xīnshào (新邵), Qiányáng (黔陽), Hóngjiāng (città) (洪江市), Huìtóng (會同), Suíníng (綏寧)
- sottogruppo Lóushào (婁邵片) che include 21 città e contee:
  - Provincia Hunan(湖南省): Lóudǐ (città) (婁底市), Xiāngxiāng (湘鄉), Shuāngfēng (雙峰), Liányuán (漣源), Lěngshuǐjiāng (città) (冷水江市), Xīnhuà (新化), Ānhuà (安化), Shàoyáng (città) (邵陽市), Shàoyáng (邵陽), Dòngkǒu (洞口), Lōnghuí (隆回), Wǔgāng (武岡), Qídōng (祁東), Qíyáng (祁陽), Chéngbù (城步), Xīnníng (新寧) e Máyáng (麻陽).
  - Guangxi province (廣西省): Quánzhōu (全州), Guànyáng (灌陽), Zīyuán (資源) e Xīngān (興安)
- sottogruppo Jíxù (吉漵片) che include 8 città e contee:
  - Jíshǒu (吉首), Bǎojìng (保靖), Huāyuán (花垣), Gǔzhàng (古丈), Lúqī (瀘溪), Chénqī(辰溪), Xùpǔ (漵浦), Yuánlíng (沅陵)